# 랑긴 다드파르 스판타

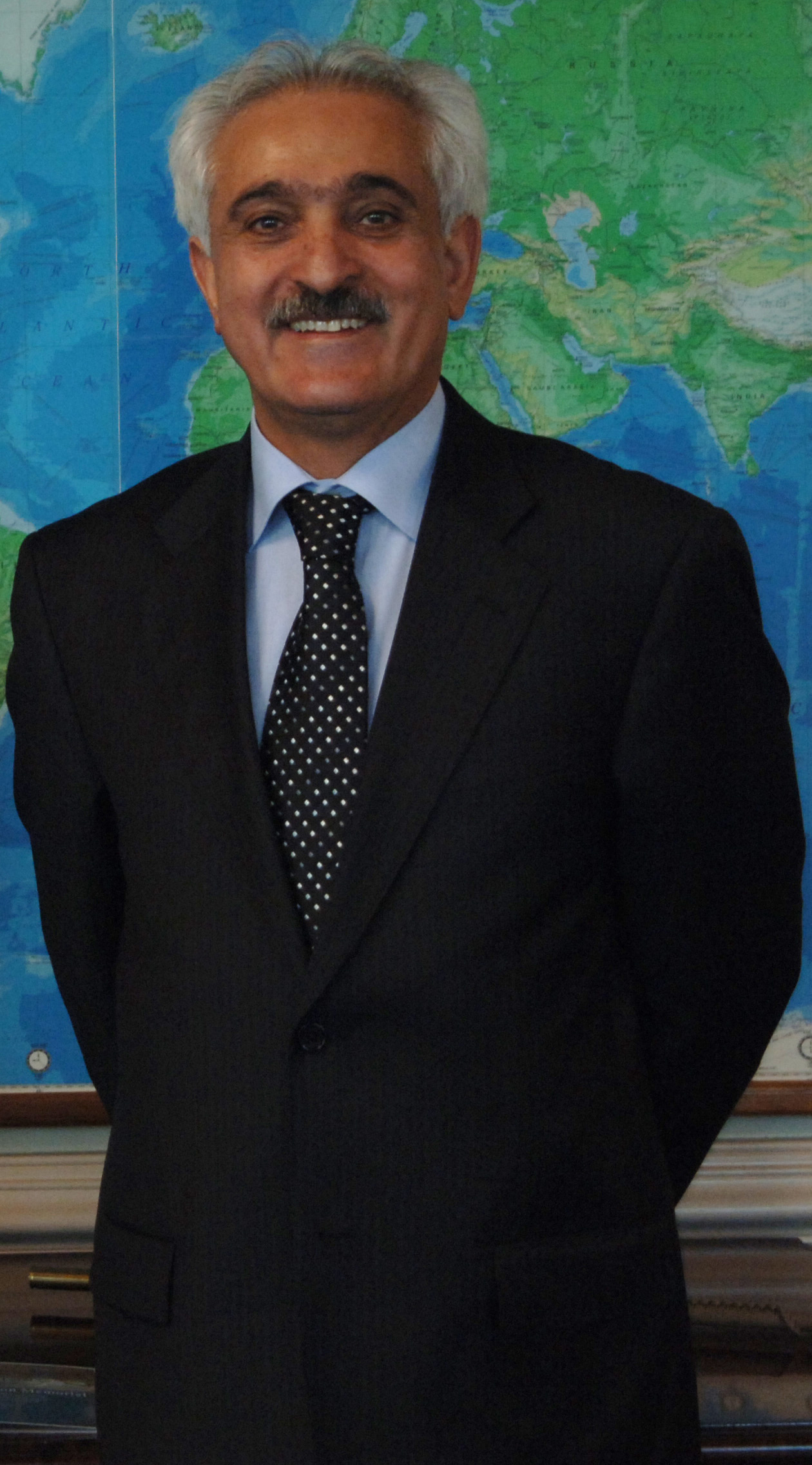
랑긴 다드파르 스판타

랑긴 다드파르 스판타(페르시아어: رنگین دادفر سپنتا, 파슈토어: رنګين دادفر سپنتا(1954년 12월 15일~)는 아프가니스탄의 정치인이며, 외무장관(2005~10)을 지냈다. 아프가니스탄과 독일의 이중 국적을 가지고 있다.
헤라트 출신으로 2005년 3월 21일 내각 개조 중에 하미드 카르자이 대통령에 의하여 외무장관에 임명되었으며, 4월 20일 하원의 249석에 의하여 승인되었다. 이전에 카르자이 대통령의 국제 사정에 관한 최고 고문을 지냈다.
소비에트 연방의 아프가니스탄 침공 중에 터키로 달아났으며, 몇년 후 피난민으로 숙고되어 독일로 이주하였다.
독일에서 학자가 되어 아헨 라인 베스트팔렌 공과대학교에서 정치학 조교수를 지냈으며, 탈리반이 무너질 때 자신의 모국 방문 중에 카불 대학교에서 강의하였다.
2007년 5월 10일 아프가니스탄 국회의 하원은 아프가니스탄 난민의 곤경과 접촉에서 스판타에 대항하는 데 신임없는 투표를 실시하였다. 그 노력은 하나의 투표에서 실패하였으나, 이틀 후에 그의 장관직을 박탈하는 데 성공하였다. 6월 3일 아프가니스탄 대법원은 카르자이 대통령에 의한 요청에 권한으로 두 번째 투표를 선언하여 스판타를 외무장관 직에 복위시켰다.
2009년 대통령 선거 후에 카르자이 대통령이 새로운 정부를 위한 장관 후보들의 명단을 제출할 때 2010년 런던에서 열리는 아프가니스탄에 관한 국제 회의 후에 스판타의 장관직에 결정하기로 하였다. 1월 9일 잘마이 라소울을 새 외무장관으로 임명하였다.
스판타는 부패와 무능력에 평판을 가지지 않은 카르자이의 장관들 중의 하나였으나, 인기를 자랑하지는 못하였다.
아프가니스탄에 관한 국제 회의 후에 카르자이 대통령은 스판타를 라소울로 대신하기로 결정하였으나, 회의에서 스판타가 아프가니스탄을 대표하였다. 짧은 시간 전에 베를린에서 독일 사회민주당의 아프가니스탄 의회를 방문하여 독일에서 평화주의적 운동가로서 자신의 배경을 문의하였다.
그는 모국어 페르시아어는 물론, 튀르키예어, 영어, 독일어에 능통하였다.